# Élisa Riffonneau
Pas d'image ? Cliquez ici

a Compétitions nationales et continentales officielles uniquement.

b Matchs officiels uniquement.
Dernière mise à jour le 19 novembre 2024.
Élisa Riffonneau, née le 26 novembre 2003 à Tours (Indre-et-Loire), est une joueuse internationale française de rugby à XV évoluant au poste de talonneur. Elle joue au FC Grenoble.

## Biographie
Élisa Riffonneau naît le 26 novembre 2003 à Tours,. Elle grandit à Joué-lès-Tours, où elle est élue au Conseil municipal des enfants en 2012. Après avoir obtenu la mention Très Bien au bac au lycée Chateaubriand, elle étudie début 2023 en deuxième année à Sciences Po Rennes.
Elle commence la pratique du rugby à XV en 2016 à l'US Joué, puis intègre les rangs du Stade rennais en 2018.
Le 1er avril 2023, elle étrenne le maillot de l'équipe de France lors du match qui l'oppose à l'équipe d'Irlande dans le Tournoi des Six Nations, en tant que remplaçante.
En 2023, elle part étudier à Londres, à l'université Brunel. Il se trouve que le campus est également le camp de base des Ealing Trailfinders qui évoluent en première division anglaise. Après avoir été mise en contact avec l'entraineuse Giselle Mather, elle s'engage avec le club. À l'automne, elle fait partie du groupe d'internationales qui dispute le WXV en Nouvelle-Zélande. Elle dispute les trois matchs, dont deux titularisations, et marque son premier essai en bleu contre l’Australie. En mars suivant, elle est également retenue pour jouer le Tournoi des Six Nations 2024, où elle fait quatre feuilles de match.
À l'intersaison, elle rentre en France et rejoint le FC Grenoble. Sélectionnée pour le WXV, elle dispute deux matchs.

## Statistiques en équipe nationale
| Année | Compétition             | Matchs | Points | Essais |
| ----- | ----------------------- | ------ | ------ | ------ |
| 2023  | Tournoi des Six Nations | 3      | -      | -      |
| 2023  | WXV                     | 3      | 5      | 1      |
| 2024  | Six Nations             | 4      | 5      | 1      |
| WXV   | 2                       | 0      | 0      |        |
| Total | Total                   | 12     | 10     | 2      |